# Martin PBM Mariner
Le Martin PBM Mariner est un hydravion utilisé par la marine des États-Unis dans les années 1930 et 1940. « PB » signifie « Patrol Boat », le « M » étant la marque de la société Martin, son constructeur.

## Historique
Il est conçu pour compléter le PBY Catalina déjà en service. 1 366 exemplaires sont construits, dont le premier vol le 18 février 1939 et son entrée en service est réalisée en septembre 1940. 
Le PBM Mariner est un avion patrouilleur avec aile en mouette. Il peut être armé de bombes, de torpilles ou de charges de profondeur pour la lutte anti-sous-marine. L'appareil est doté de cinq mitrailleuses en tourelles et de baies de stockage de bombes dans les nacelles des moteurs. Sa voilure est en forme d'aile de mouette et ses deux dérives sont inclinées. Un radar de recherche est monté juste au-dessus et derrière le cockpit. Le PBM est équipé de flotteurs rétractables sous les ailes après le décollage articulés vers l'intérieur, tandis que le PBM-3 a des flotteurs fixes. Aussi le fuselage du PBM-3 est d'environ 1 mètre plus long que le PBM. Certains PBM ont été équipés de RATO afin de pouvoir décoller à partir de fleuves.
La Royal Air Force acquiert 32 PBM-3B Mariner. Ils ne sont pas utilisés à temps pour les combats et certains sont retournés à la marine des États-Unis et douze autres sont transférés à la Royal Australian Air Force pour le transport de troupes et de marchandises.  La marine hollandaise acquiert dix-sept PBM-5A Mariner à la fin de 1955, pour les mettre en service dans l'ex-Nouvelle-Guinée néerlandaise. Le PBM-5A est un avion amphibie avec le train d'atterrissage rétractable. Les moteurs sont des Pratt & Whitney R-2800-34 de 2 100 ch. Après plusieurs incidents, les Néerlandais retirent l'avion du service en janvier 1960.

## En opération

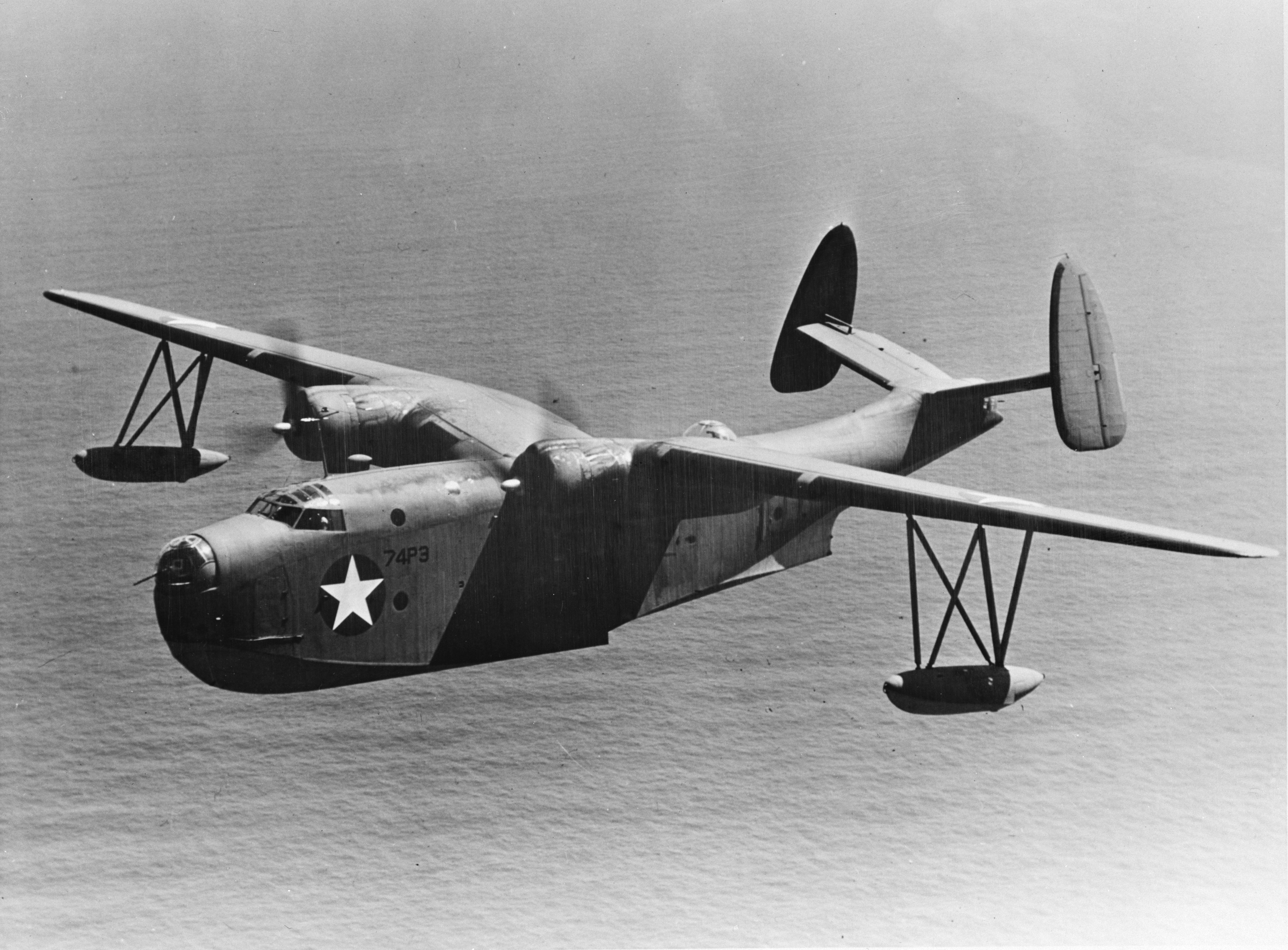
PBM-3 Mariner de l'US Navy.

Le PBM Mariner coule son premier sous-marin le 30 juin 1942 (U-158) près des Bermudes. Un total de douze sous-marins allemands sont envoyés par le fond par les PBM. Dans le Pacifique, ils sont de tous les fronts et participent à la libération de Saïpan et des Philippines.
Après la guerre, les PBM prennent part au programme d'essais atomiques dans le Pacifique, et servent également pendant la guerre de Corée.

## Utilisateurs
Australie
- Royal Australian Air Force

 États-Unis
- United States Navy
- United States Coast Guard

.  France libre
- Forces navales françaises libres : (septembre 1943-novembre 1943)[1]

 Royaume-Uni
- Royal Air Force

 Pays-Bas
- Aéronautique navale néerlandaise : PBM-5A. (1955-1960)

## Variantes
Les différentes versions seront le:
- XPBM-1, prototype
- PBM-1 construit à 22 exemplaires
- PBM-3B construit à 32 exemplaires
- PBM-3C construit à 274 exemplaires
- PBM-3D construit à 201 exemplaires
- PBM-3R construit à 50 exemplaires
- PBM-3S construit à 156 exemplaires
- XPBM-5A, prototype
- PBM-5 construit à 548 exemplaires (de 1944 à 1949)